# 1960年最高裁判所裁判官国民審査
1960年最高裁判所裁判官国民審査（1960ねんさいこうさいばんしょさいばんかんこくみんしんさ）は、1960年（昭和35年）11月20日に第29回衆議院議員総選挙と共に執行された最高裁判所裁判官国民審査。

## 総論
8人の最高裁判所裁判官に対して国民審査が行われ、全員罷免しないとされた。投票率は72.30%であった。小谷勝重、島保、河村又介、藤田八郎、齋藤悠輔の5人の裁判官は再審査であった。
この国民審査から、総選挙と国民審査の投票用紙を同時に交付し、必ず記載所に入ったあと投票箱に入れるように投票所を設営して、投票の秘密保持を図ることとなった。
過去の国民審査公報では印刷方法は活字印刷であり誤植の可能性を完全に排除できなかったが、この国民審査から写真印刷に変更された。
東京都在住の弁護士が「国民審査は有権者の棄権の自由を奪っているから無効」という訴訟を起こしたが、1963年9月5日に最高裁は「国民審査は積極的に裁判官を罷免させるかどうかを問うものであり、有権者の意思がはっきりしない投票が結果的に信任票の効果を産んでも、表現の自由を保障する憲法違反とは言えず、危険の自由が奪われたとはいえない」として、無効訴訟を棄却する判決が確定した。

## 国民審査の結果
| 裁判官     | 罷免を可とする票 | 罷免を可としない票 | 罷免を可とする率 |
| ---------- | ---------------- | ------------------ | ---------------- |
| 小谷勝重   | 3,237,455        | 32,397,582         | 9.09%            |
| 島 保      | 3,355,454        | 32,281,571         | 9.42%            |
| 河村又介   | 3,210,672        | 32,427,119         | 9.01%            |
| 高木常七   | 3,137,873        | 32,499,881         | 8.80%            |
| 藤田八郎   | 2,968,618        | 32,669,509         | 8.33%            |
| 横田喜三郎 | 2,931,630        | 32,705,929         | 8.23%            |
| 石坂修一   | 3,002,773        | 32,636,231         | 8.43%            |
| 齋藤悠輔   | 2,973,611        | 32,665,921         | 8.34%            |